# 江淹
江 淹（こう えん、444年 - 505年）は、中国南北朝時代の文学者。字は文通。本貫は済陽郡考城県（現在の河南省商丘市民権県）。門閥重視の貴族社会であった六朝時代において、寒門の出身でありながら、その文才と時局を的確に見定める能力によって、高位に上りつめ生涯を終えた。

## 生涯
祖父の江耽と父の江康之がいずれも南沙県令という低い官職で生涯を終えているように、江淹は典型的な寒門の家に生まれた上、13歳の時に父親を亡くし、困窮した生活を送っていた。彼は学問を好み、物静かで交遊は少なかったという。いくつかの官を歴任した後、彼の噂を聞きつけた南朝宋の建平王劉景素に招かれ、その幕僚として仕えることになった。元徽2年（474年）、劉景素が後廃帝劉昱に対する反乱を計画していることを知ると、江淹は劉景素に「阮公に効（なら）う詩」15首を贈ってそれを諫めるとともに、喪に服すことになった郡太守の代理を自分が行うよう強引に要求した。このことから劉景素の怒りを買い、建安郡呉興県（現在の福建省南平市浦城県）の県令に左遷された。
元徽4年（476年）、劉景素が反乱に失敗して殺されると、江淹は彼の才能を聞いた蕭道成（後の南朝斉の高帝）に招かれ、その幕僚として多くの文書や上奏文の作成に従事した。蕭道成が南朝斉を建てて以後も重用され、武帝蕭賾の永明年間（483年 - 493年）の初めには驍騎将軍・尚書左丞・国子博士を兼任した。
永明11年（493年）、武帝が崩御して皇太孫蕭昭業が即位すると、以前の官に加え御史中丞を兼任し、宰相である蕭鸞（後の明帝）の意向を受け、朝廷の内外を粛正するため、時の有力貴族や地方官を次々に弾劾してはその賞賛を得た。蕭鸞の即位後の建武3年（496年）から4年間は、宣城郡（現在の安徽省南部）の太守として地方官を務めた。蕭宝巻即位後の永元2年（500年）、崔慧景が反乱を起こし、首都建康を包囲するという事態が起きた。この時、朝野の士の多くは名刺を送り挨拶に出向いたが、江淹のみは病と称して出向かなかった。果たして反乱は鎮圧され、人々はその先見の明に感心したという。
永元3年（501年）、蕭衍（後の南朝梁の武帝）が挙兵して首都建康に迫ると、今度は変装して首都を抜け出し、彼のもとに走った。蕭衍が和帝蕭宝融から禅譲を受けて南朝梁を建てた後も高官を歴任し、金紫光禄大夫・醴陵侯に至り、天監4年（505年）に死去した。

## 文学作品
代表的な作品としては、「恨みの賦」「別れの賦」や「雑体詩」30首が挙げられる。
前2者は、賦という事物を羅列的に描写する叙事を本領とする文体で、恨みや別れの思いといった情感を様々な角度から描写するというものである。このような情感の描写に主眼を置く叙情賦は、六朝時代の他の文学者の作品にも一定数存在しているが、その中でも江淹の2編は代表的な作品と目されている。
後者は漢から宋までの代表的な詩人30人を選び、彼らの代表作の文体を模倣した連作詩で、一種のパスティーシュである。このような歴史上あるいは同時代の文学者の作品を模倣した擬古詩・模擬詩というジャンルは、江淹以前の多くの詩人たちによって制作されているが、いずれも単発的なものであり、江淹のように歴代の詩人の文体を網羅的に模倣するという行為はそれ以前には見られない。
また江淹には「雑体詩」以外にも、「阮公に効（なら）う詩」15首や「魏の文帝に学ぶ」という模擬詩があり、現存する詩約100首のうち半数近くがこれらで占められている。さらにその模擬詩は、
「文通は詩体総雑、摹（模）擬に善し」（梁の鍾嶸『詩品』）
「擬古は惟（こ）れ江文通 最も長ず。淵明に擬すれば淵明に似、康楽に擬すれば康楽に似、左思に擬すれば左思に似、郭璞に擬すれば郭璞に似たり。独り李都尉に擬する一首、西漢に似ざるのみ」（南宋の厳羽『滄浪詩話』）
などと評されるように、同時代および後世の人々によって高く評価されている。このように模擬詩というジャンルを自らの詩創作の主体とする行為も、他の詩人には見られない独特のものである。
江淹は「雑体詩」に序文を著しているが、要約するとそこには、
「当世の人々は自らの狭い了見によって文学作品に毀誉褒貶を加えているが、実際にはどの作品にも独自の良いところがあるのである。その文体を真似することによって、作品の個性を明らかにしてみたい」
という趣旨が書かれている。このように江淹は歴代の詩人たちの特徴や個性を明らかにするため、文学批評の一種としてこれらの詩を創作したことを表明している。

## 「江淹（江郎）才尽く」
江淹のエピソードとして最も有名なものは、彼の文才が晩年に枯渇したという「江淹（江郎）才尽」である。
梁の鍾嶸の『詩品』によると「江淹が宣城郡太守を辞任し、首都建康への帰路の途中、夢に郭璞を名乗る美丈夫が現れた。江淹に長年預けてきた自分の筆を返してほしいと言ったので、江淹は懐にあった五色の筆を彼に返したところ、それ以来詩が作れなくなり、世間の人々は江淹の才が尽きたと言うようになった」とされている。
唐の李延寿の『南史』では「夢に西晋の詩人張協が現れ、預けていた自分の錦を返してほしいと言った。江淹が懐にあった錦を取り出したところ、数尺しか残っていなかった。張協はこんなに使われては用がないと怒り、錦を丘遅に与えてしまうと、それ以後江淹の文才が尽きてしまった」とやや異なる話を伝える。これらのエピソードにもとづき、後世、文人の文才が枯渇することを意味する「江淹（江郎）才尽く」という成語が生まれた。